# Tmarus yueluensis
Espèce
Tmarus yueluensis est une espèce d'araignées aranéomorphes de la famille des Thomisidae.

## Répartition
Cette espèce est endémique de Chine. Elle se rencontre au Hunan et au Fujian.

## Description
Le mâle holotype mesure 5,00 mm et la femelle paratype 4,69 mm.

## Systématique et taxinomie
Cette espèce a été décrite par Zhou, Qin, Zhou, Peng et Liu en 2025.

## Étymologie
Son nom d'espèce, composé de yuelu et du suffixe latin -ensis, « qui vit dans, qui habite », lui a été donné en référence au lieu de sa découverte, le mont Yuelu.

## Publication originale
- Zhou, Qin, Zhou, Peng & Liu, 2025 : « Two new species of the genus Tmarus Simon, 1875 (Araneae: Thomisidae) from China. » Zootaxa, no 5666(1), p. 105-114.